# Fool's Gold
Fool's Gold är en amerikansk äventyrsfilm från 2008 i regi av Andy Tennant. Filmen hade svensk premiär den 17 april 2008.

## Handling
Ett gift par, Finn (Matthew McConaughey) och Tess (Kate Hudson), som tillsammans har letat efter bortglömda och förlorade skatter i åtta år utan resultat, börjar nu tappa stinget, lusten och varandra. När en ny ledtråd uppenbarar sig återupplivas parets äventyrslust och kanske även deras känsla för romantik.

## Roller
- Matthew McConaughey - Ben "Finn" Finnegan
- Kate Hudson - Tess Finnegan
- Donald Sutherland - Nigel Honeycutt
- Alexis Dziena - Gemma Honeycutt
- Ray Winstone - Moe Fitch
- Kevin Hart - Bigg Bunny Deenz
- Ewen Bremner - Alfonz
- Brian Hooks - Curtis
- Malcolm-Jamal Warner - Cordell
- Roger Sciberras - Andras